# Dryden (Ontario)
Dryden (offiziell City of Dryden) ist eine Gemeinde im Westen der kanadischen Provinz Ontario. Sie liegt im Kenora District und hat den Status einer Single Tier (einstufigen Gemeinde).
Die europäisch geprägte Geschichte geht zurück bis Anfang der 1880er Jahre als hier die Eisenbahnstrecke der Canadian Pacific Railway zwischen Winnipeg und Thunder Bay errichtet wurde. Anfangs stand hier nur ein Wassertank, der „Barclay Tank“, um die Wasservorräte der Dampflokomotiven aufzufüllen. Bei einem solchen Stop entschied Anfang der 1890er Jahre der Landwirtschaftsminister der Provinz, John Dryden, hier eine Experimentalfarm der Provinz errichten zu lassen. 1897 hatte sich um den Wassertank und den entstandenen Haltepunkt sowie die Experimentalfarm eine kleine Gemeinde entwickelt die nun den Ortsnamen „Dryden“ erhielt.
In der Provinz Ontario gilt grundsätzlich die „Eastern Standard Time“ (UTC−5). Da Dryden jedoch westlich von 90° West liegt, gilt hier die „Central Standard Time“ (UTC−6). Dryden ist neben Kenora die einzige Stadt im Kenora District, in der die „Central Standard Time“ gilt.

## Lage
Die Gemeinde liegt am nördlichen Ufer der Wabigoon Lake, an der Einmündung des Wabigoon River. Dryden liegt etwa 310 Kilometer Luftlinie östlich von Winnipeg bzw. etwa 300 Kilometer Luftlinie westnordwestlich von Thunder Bay.

## Demografie
Der Zensus im Jahr 2016 ergab für die Gemeinde eine Bevölkerungszahl von 7749 Einwohnern, nachdem der Zensus im Jahr 2011 für die Siedlung eine Bevölkerungszahl von nur 7617 Einwohnern ergeben hatte. Die Bevölkerung hat damit im Vergleich zum letzten Zensus im Jahr 2011 deutlich schwächer als der Trend in der Provinz nur leicht um 1,7 % zugenommen, während der Provinzdurchschnitt bei einer Bevölkerungszunahme von 4,6 % lag. Im Zensuszeitraum 2006 bis 2011 hatte die Einwohnerzahl in der Siedlung sich deutlich entgegen dem Provinztrend entwickelt und stark um 7,1 % abgenommen, während sie im Provinzdurchschnitt um 5,7 % zunahm.

## Verkehr
Dryden liegt unter anderem am King’s Highway 17, welcher hier Teil der nördlichen Routen des Trans-Canada Highways ist. Weiterhin durchquert eine Strecke der Canadian Pacific Railway die Gemeinde.
Nordöstlich der Stadtgrenzen liegt der Flughafen „Dryden Regional Airport“ (IATA-Code: YHD, ICAO-Code: CYHD, Transport Canada Identifier: ohne) mit einer asphaltierten Start- und Landebahn von 1828 Meter Länge. Am 10. März 1989 stürzte der Air-Ontario-Flug 1363 unmittelbar nach dem Start vom Regionalflughafen ab. Bei dem Unfall starben 24 Menschen.

## Söhne und Töchter der Stadt
- Dennis Owchar (* 1953), Eishockeyspieler
- Darcy Mitani (* 1973), Eishockeyspieler
- Chris Pronger (* 1974), Eishockeyspieler und -funktionär